# 內勒斯海姆戰役 (1805年)
內勒斯海姆戰役發生於1805年10月17日，是烏爾姆戰役中的一場交戰，約阿希姆·繆拉元帥指揮的法軍戰勝弗朗茲·馮·韋內克指揮的帝國軍隊，並俘虜了包括辛岑多夫將軍和2名少尉在內的1,350名士兵。
這場交戰是約阿希姆·繆拉元帥對韋內克的一系列追逐戰中的最後一場交戰。

## 註腳
1. 1 2 3  Smith 1998，第206頁
2. ↑  Pigeard 2004，第599頁